# 白髪山 (高知県本山町)
白髪山（しらがやま）は、高知県長岡郡本山町にあり、四国山地中部に位置する標高1,469.4mの山である。
剣山系にある白髪山と区別するため奥白髪山と呼ばれることが多い。山名の由来については、この山には白い結晶片岩が多く白く光って見えたのでもとは白峨山の文字であったが、白髪の老翁猿田彦を祀るようになってから白髪になったと伝えられている。
ポピュラーなコースは北側の登山口でそこまで奥白髪林道で行く。奥白髪林道は未舗装の悪路である。もう一つは東側の登山口で奥白髪温泉から行川林道で行く。（※ただし令和3年１月現在行川林道は土砂崩れで車での通行は不可となっている）山頂はヒノキの白骨林があり南に開けていて展望が良いが北側の視界はさえぎられる。三角点は開けた山頂から少し林の中に入ったところにある。なお、大正4年10月に208.3haがヒノキを主とする天然生林で「白髪山保護林」になっている。

## ギャラリー

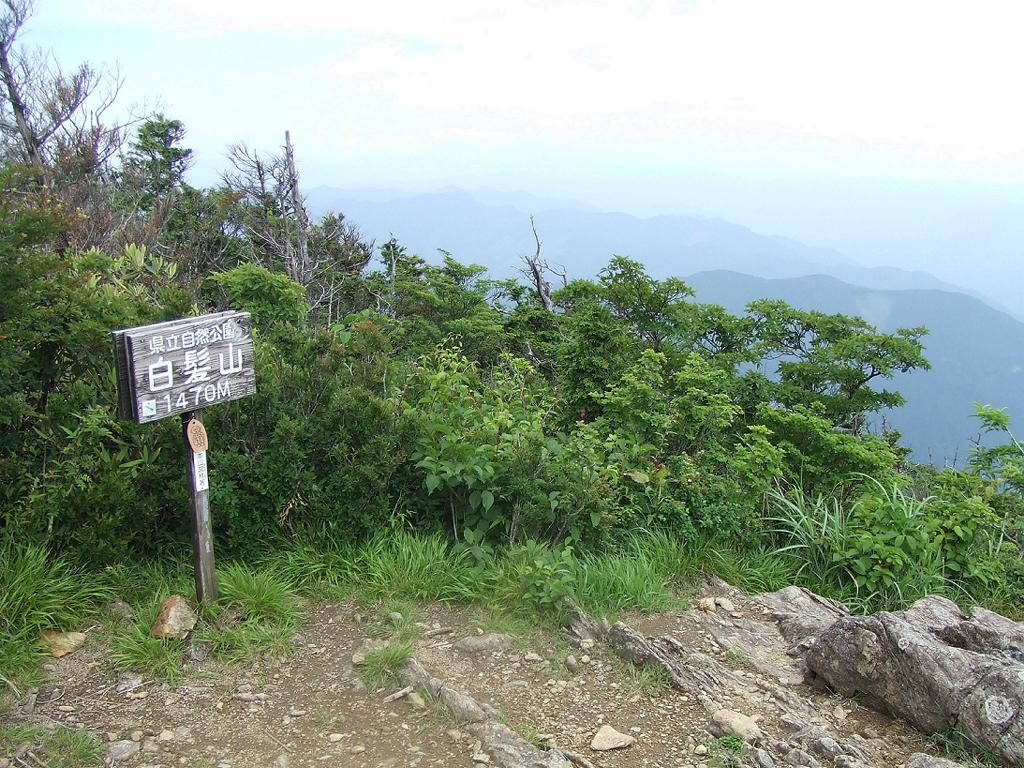
山頂
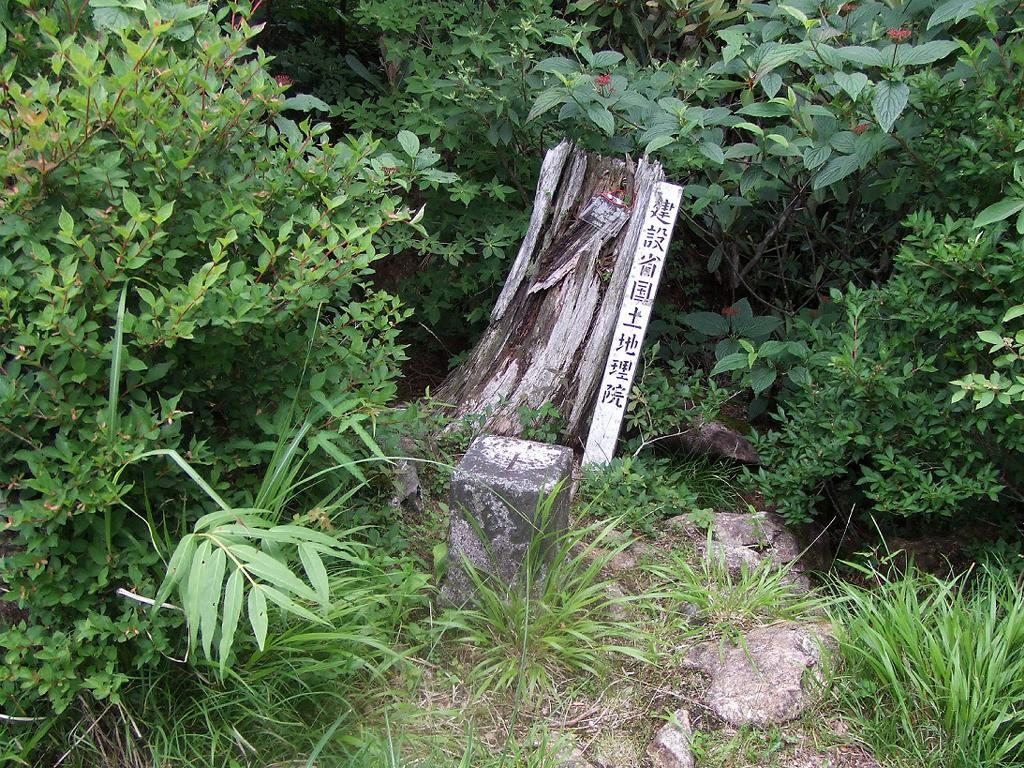
三角点
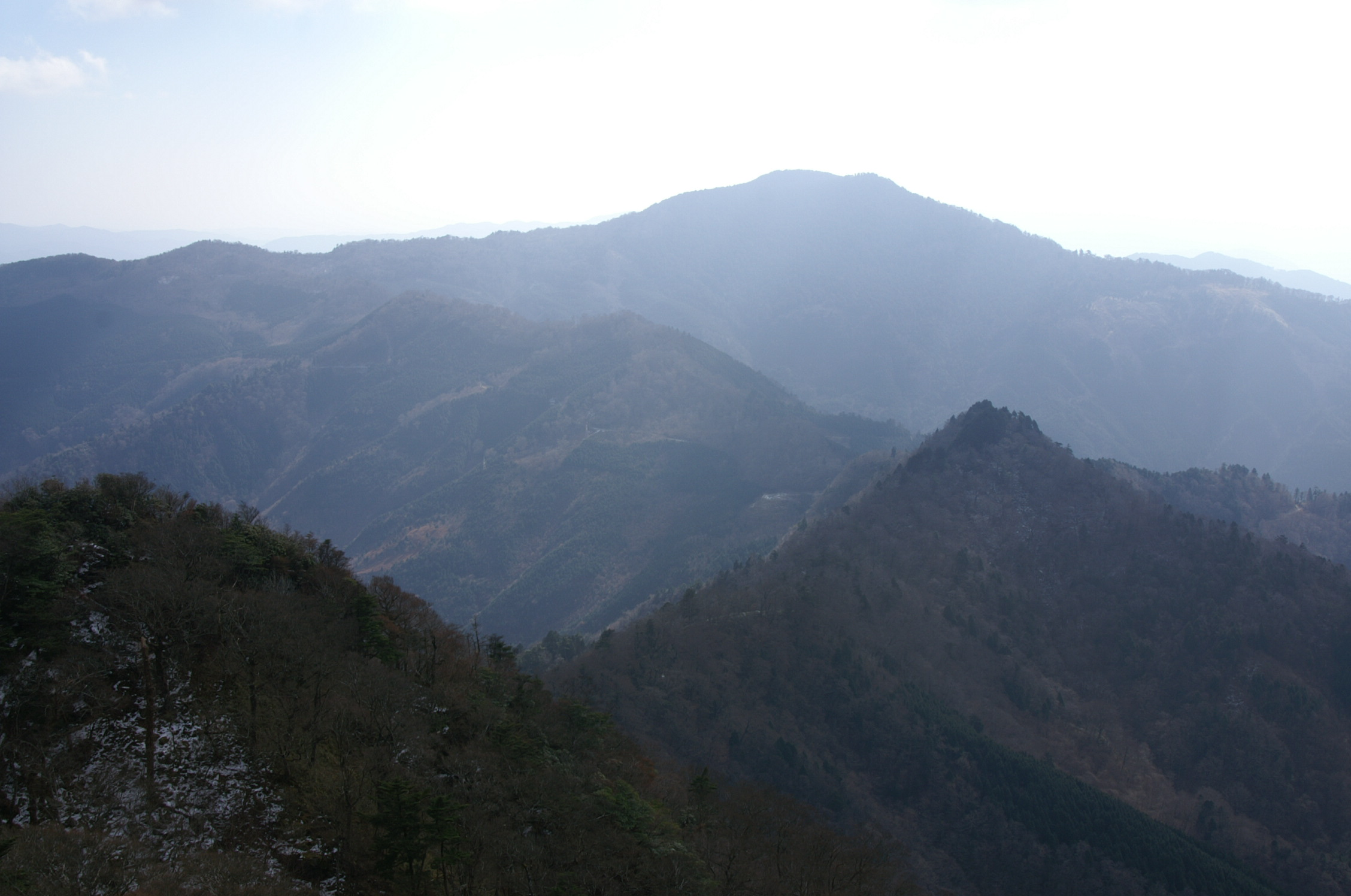
奥工石山から望む